# 登米懐古館
登米懐古館（とよまかいこかん）は、宮城県登米市登米町寺池桜小路にある博物館。登米伊達家ゆかりの品を収蔵・展示する。

## 概要
登米懐古館は、1961年（昭和36年）に登米出身の実業家である渡辺政人が自身の古稀を記念し、それまで収集してきた伊達家関連の文化財と、それらを収蔵展示する施設と合わせて登米町（現・登米市）へ寄贈したことで設立された。現在の所蔵品は約350点だが、そのうち約200点が渡辺から寄贈されたものである。
当初は寺池城三の丸跡に建てられたが、施設が老朽化したため、2019年（令和元年）9月8日、隈研吾の設計による新館へ移転した。新館は登米町の武家屋敷通りに位置し、建物の屋根には、かつて登米特産であったスレート瓦が葺かれている。